# 리우네주
리우네주(우크라이나어: Рівненська область)는 우크라이나 북서부에 위치한 주로, 주도는 리우네이며 면적은 20,047km2, 인구는 1,154,682명(2006년 기준)이다.
서쪽으로는 볼린주, 남서쪽으로는 리비우주, 남쪽으로는 테르노필주, 남동쪽으로는 흐멜니츠키주, 동쪽으로는 지토미르주와 접한다.